# さかもと八竜天文台
さかもと八竜天文台（さかもとはちりゅうてんもんだい）は、熊本県八代市坂本町中谷にある天文台である。
標高は499mである。

## 施設
天体観測室・展示室・研修室・展望テラスで構成されている。大型望遠鏡・対空双眼鏡での天体観測・展望スペースでの星空観察を行うことができる。日中には八代平野・球磨川、空気の透明度が高い日には、長崎県の雲仙まで一望することができる。晴れ日には太陽・恒星観察も行うことができる。プラネタリウムも併設している。
宿泊施設（ロッジ・コテージ）を併設しており、天文台まで徒歩で行くことが出来る。暗くなるまで食事を楽しんだり、天文台を満喫後はすぐ寝るなどの使い方が可能。予約は天文台で受け付けており、3ヶ月前からインターネットと電話から予約出来る。

## 観測機材
ヨシカワ光器製屈折望遠鏡の口径30cmの屈折望遠鏡など、様々な倍率の双眼鏡で観測をすることができる。

## キャラクター

### 名前
天文台のキャラクター名は「パーロン」である。

### 名前の由来
天文台がある八竜山の『八竜』を中国語読みをし、「八=パー・竜=ロン」からである。

## アクセス
- 九州自動車道八代IC・八代南ICから、国道3号線・国道219号線を通り、徒歩約35分 [6][3]